# Хронический тонзиллит
Хрони́ческий тонзилли́т — длительное воспаление глоточной и нёбных миндалин (от лат. tonsollitae — миндалевидные железы). Развивается после перенесённой ангины и других инфекционных болезней, сопровождающихся воспалением слизистой оболочки зева (скарлатина, корь, дифтерия), или без предшествующего острого заболевания.

## Классификация
Для простой формы хронического тонзиллита характерны только местные симптомы (боль в горле и др.), если к ним присоединяются общие явления (стойкий шейный лимфаденит, повышенная температура тела, изменения со стороны сердца и т. д.), такая форма называется токсико-аллергической и бывает двух типов: ТАФ I (периодические ангины в анамнезе в сочетании с общими токсико-аллергическими явлениями, которые усугубляются после любого ОРЗ) и ТАФ II (характеризуется более выраженными признаками ТАФ I и сопряженными заболеваниями, имеющими с хроническим тонзиллитом единые этиопатогенетические факторы).
Компенсированная и декомпенсированная стадии:
- Компенсированная стадия представляет собой дремлющий очаг инфекции. Нет ни видимой реакции со стороны всего организма, ни повторных ангин. Барьерная функция миндалин и реактивность организма не нарушены[2].
- При декомпенсации беспокоят частые ангины, нередко отмечаются осложнения тонзиллита в виде абсцессов, воспалительных заболеваний уха и пазух носа, а также поражения других органов (сердца, почек).

Патоморфологическая классификация:
- Лакунарный — воспалительный процесс ограничен лакунами миндалин.
- Лакунарно-паренхиматозный — воспалительный процесс локализуется как в лакунах, так и в лимфаденоидной ткани миндалин.
- Флегмонозный — воспалительный процесс локализован преимущественно в лимфаденоидной ткани нёбных миндалин.
- Склеротический — обильное разрастание соединительной ткани в миндалинах и окружающих тканях[3].

## Этиология
Хронический тонзиллит может быть вызван различными инфекциями. Среди патогенов при хроническом тонзиллите наиболее часто обнаруживают стафилококки, стрептококки, пневмококки, гемофильную палочку, моракселлу, аденовирусы, вирус Эпштейна — Барр, вирусы Коксаки, вирус герпеса, различные анаэробы, микоплазмы, хламидии, грибы.
Основным этиологическим фактором в развитии хронического тонзиллита является бета-гемолитический стрептококк группы А.
У большинства больных хроническим тонзиллитом бета-гемолитические стрептококки встречаются в ассоциации с золотистым стафилококком.

## Патогенез
Хронический тонзиллит — классический пример очаговой инфекции, в основе которой лежит развитие очага хронического воспаления в результате длительного присутствия инфекции и реакции на него.
Значительная роль в патогенезе хронического тонзиллита принадлежит нарушению функции нервной системы, особенно вегетативной.
Развитию заболевания способствуют:
- наличие хронических очагов воспаления в полости рта, носа, околоносовых пазух, затруднение носового дыхания, интоксикация;
- неблагоприятные климатические условия, условия труда и быта (запыленность, загазованность воздуха);
- общее и местное охлаждение;
- нерациональное питание[7].

## Клинические проявления
Наиболее достоверными местными признаками хронического тонзиллита являются: 
- Гиперемия и валикообразное утолщение краёв нёбных дужек.
- Рубцовые спайки между миндалинами и небными дужками.
- Разрыхленные или рубцово-измененные и уплотненные миндалины.
- Казеозно-гнойные пробки или жидкий гной в лакунах миндалин.
- Регионарный лимфаденит — поднижнечелюстные (чаще) и шейные лимфоузлы увеличены и слегка болезненны при надавливании[2].

Диагноз ставят при наличии двух и более вышеперечисленных местных признаков тонзиллита.

## Сопряжённые заболевания
При хроническом тонзиллите могут быть сопряженные с ним заболевания, а также сопутствующие заболевания, патогенетическая связь которых с хроническим воспалением миндалин осуществляется через местную и общую реактивность.
Известно около 100 различных заболеваний, во многом обязанных своим происхождением хроническому тонзиллиту:
- коллагеновые заболевания (коллагенозы): ревматизм, системная красная волчанка, узелковый периартериит, склеродермия, дерматомиозит;
- заболевания кожи: псориаз, экзема, полиморфная экссудативная эритема;
- заболевания глаз: Болезнь Бехчета;
- заболевания почек: нефрит;
- заболевания щитовидной железы: гипертиреоз[8].

## Лечение
Лечение хронического тонзиллита, как любого хронического заболевания, должно быть комплексным и этапным, направленным на воздействие непосредственно на очаг воспаления и повышение иммунитета. Общие рекомендации: правильный режим дня, рациональное питание с достаточным количеством витаминов, физические упражнения, баня.
Прежде чем начать лечение, проводят санацию полости рта.

### Консервативное лечение
Консервативное лечение показано:
- при компенсированной и декомпенсированной форме хронического тонзиллита, проявляющейся лишь рецидивирующими ангинами;
- когда имеются противопоказания к операции.

Консервативное лечение с сохранением самой лимфоидной ткани миндалин как иммунного органа, предполагает промывание миндалин и орошение горла растворами антисептиков, ингаляции, системную антибактериальную терапию и иммуностимуляцию. При выборе антибактериального препарата первостепенное значение имеет чувствительность к нему типичных возбудителей. Растущая резистентность различных микроорганизмов ко многим основным антибиотикам является главной проблемой при лечении бактериальных инфекций. При комплексной терапии тонзиллита применяют ингаляции.
Курсы консервативного лечения обычно проводят 2 раза в год, лучше весной и осенью. При частых рецидивах ангин число курсов консервативного лечения может быть доведено до четырех в год.

### Хирургическое лечение
Радикальным методом лечения хронического тонзиллита является полное или частичное удаление миндалин, которое назначается в случае неэффективности консервативного лечения либо при наличии серьезных осложнений со стороны внутренних органов либо при переходе тонзиллита в декомпенсированную форму, когда миндалины перестают выполнять свои функции и превращаются исключительно в хронический очаг инфекции.
Осторожность в принятии решения о хирургическом лечении объясняется тем, что миндалины выполняют важную функцию в организме: они являются барьером на пути бактерий в дыхательные пути и желудочно-кишечный тракт. Кроме того, миндалины являются одним из органов кроветворения.

## Профилактика
Профилактика обострений хронического тонзиллита:
- Общегигиенические мероприятия;
- Рациональное питание;
- Соблюдение правил гигиены жилища и рабочих помещений;
- Устранение запылённости, загазованности воздуха;
- Санационные мероприятия: выявление и лечение заболеваний дёсен и зубов, синуситов, отитов, нарушений носового дыхания;

Выполнение всех вышеперечисленных мероприятий не гарантирует исключения рецидивов.